# 미라피탕가가시쥐
미라피팅가가시쥐 또는 검은머리대서양가시쥐(Trinomys mirapitanga)는 가시쥐과에 속하는 남아메리카 설치류이다. 브라질에서 발견된다. 파우브라질가시쥐로도 알려져 있으며, 바이아주 해안 남부의 파우-브라질 생태 구역과 파젠다 상 오앙의 두 곳에서만 표본이 발견되었다.